# کرگ هونکه
کرگ هونکه (به انگلیسی: Craig Huneke) (زاده ۲۷ اوت ۱۹۵۱ در نورمن) ریاضیدان اهل آمریکا است. زمینه کاری هونکه جبر جابجایی است. وی در دانشگاه ییل با سرپرستی ناتان جیکوبسون و دیوید آیزنباد دوره دکترای ریاضیات را به پایان رساند. وی در دانشگاههای میشیگان، پردیو و دانشگاه بن بوده است. هونکه در دانشگاه کانزاس و در سال ۱۹۸۷ به درجه استادی رسید و از سال ۱۹۹۹ در دانشگاه کانزاس بود و از سال ۲۰۱۲ به استادی دانشگاه ویرجینیا رسید. او در سال ۱۹۹۰ در کنگره جهانی ریاضیدانان در کیوتو به عنوان سخنران مدعو با موضوع «بستار جبری کامل و جبرهای کوهن-مکولی بزرگ» به سخنرانی پرداخت.